# Iceberg A-68

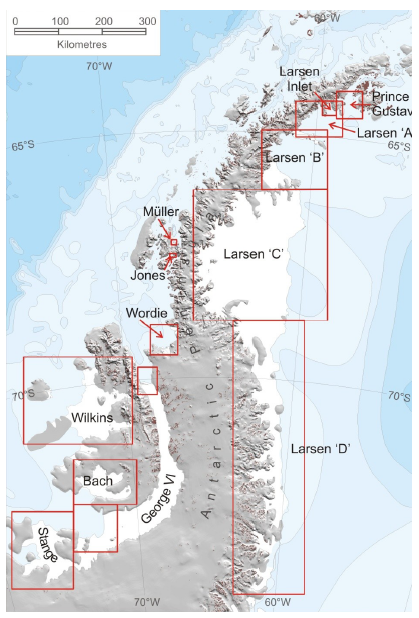

En juillet 2017 l'iceberg A-68A a vêlé du segment Larsen C de la barrière de Larsen, située au nord-ouest de la mer de Weddell qui s'étend le long de la côte orientale de la péninsule Antarctique,,.
Avec initialement 175 km de long et 50 km de large dans ses plus grandes dimensions, et une superficie de 5 800 km2 pour moins de 200 m d'épaisseur, il mesurait deux fois la taille du Luxembourg et était plus grand que l'État du Delaware aux USA, pesant environ mille milliards de tonnes. 
C'est l'un des plus grands icebergs tabulaires enregistrés, le plus grand à ce jour étant B-15 qui mesurait 11 000 km2 avant de se désagréger. Le vêlage de A-68 a réduit la taille globale de la barrière de glace Larsen C de 12 %.
Conformément aux règles établies par le National Ice Center (NIC), il doit sa 1re lettre A au fait qu'il provient en Antarctique du 1er quadrant de 0° et 90° de longitude ouest (zone de la mer de Bellingshausen et de la mer de Weddell) et son numéro 68 car c'est le 68e iceberg suivi par le NIC, mesurant plus de 10 milles marins (18,52 kilomètres) de longueur dans son plus grand axe. 
Comme il s'est scindé ensuite en plusieurs parties, donnant naissance aux grands icebergs "fils" A-68B, C et un plus petit, A-68 est devenu l'iceberg "mère" A-68A. 

## Chronologie

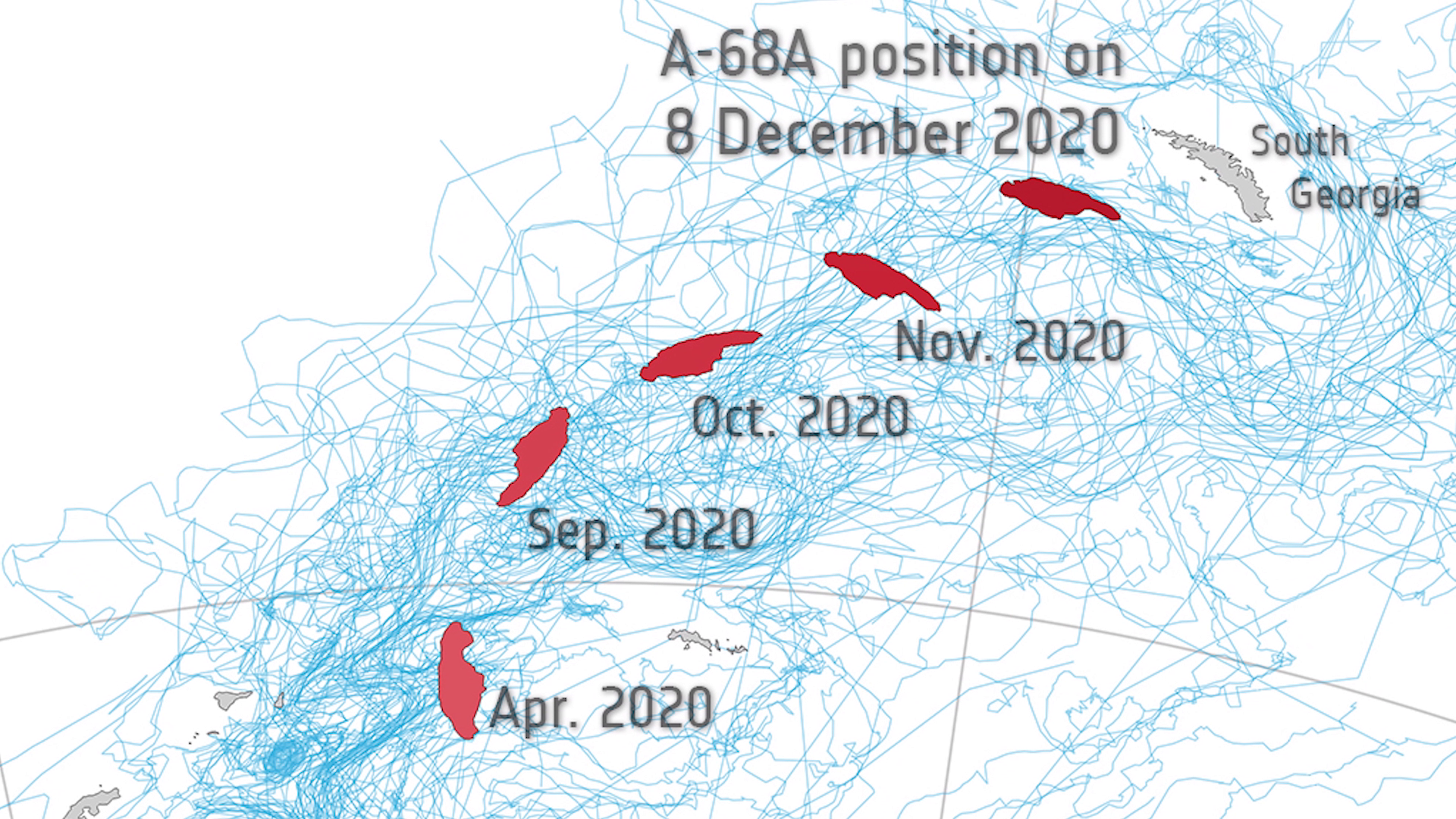
Trajectoire de l'iceberg A68-A d'avril à décembre 2020.

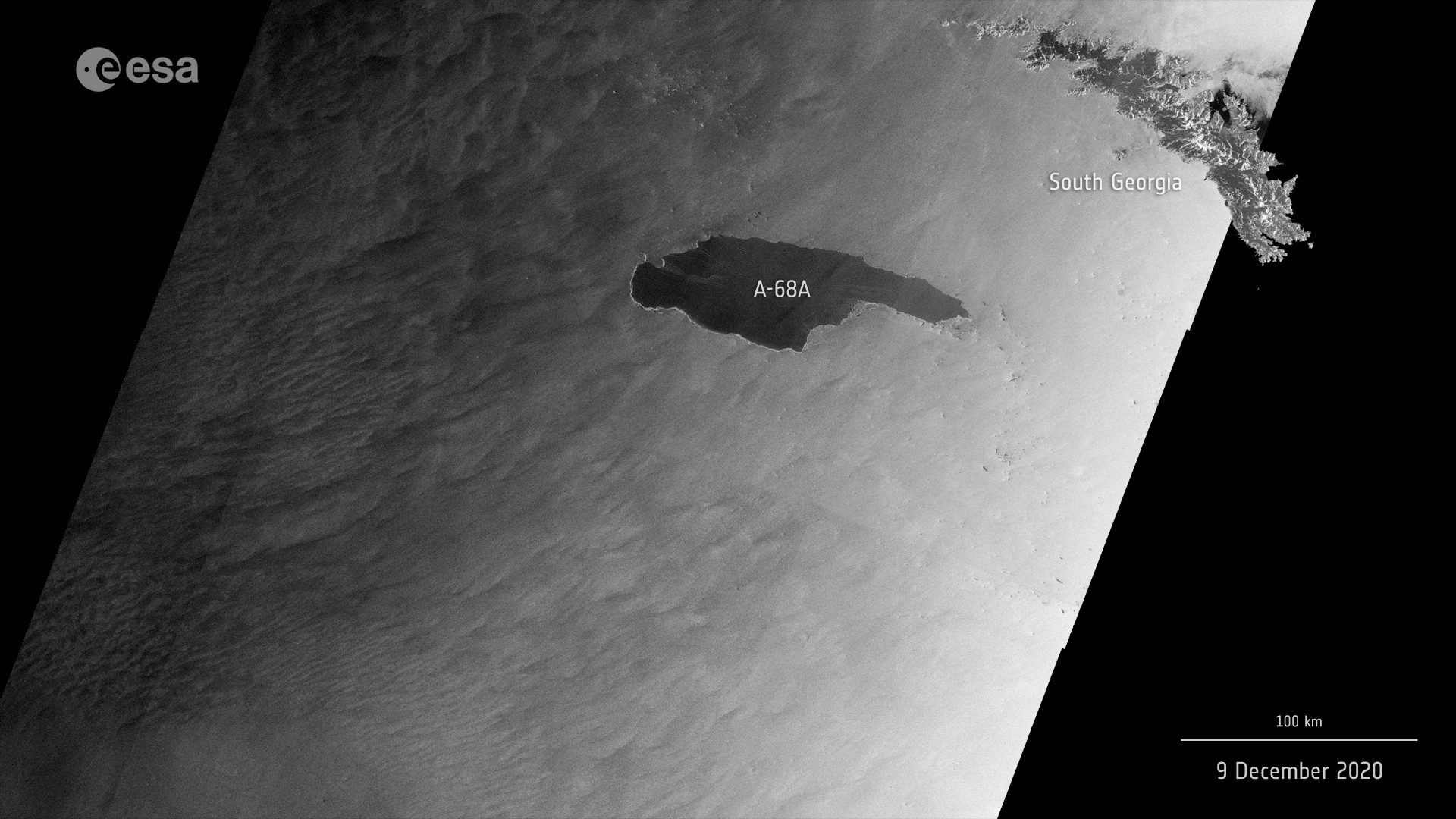
L'iceberg A68-A, à seulement 120km des côtes de l'île de Géorgie du Sud, le 9 décembre 2020.

La fissure de Larsen C qui a donné naissance à A-68 a été découverte par les scientifiques lorsqu'elle commençait à se former en novembre 2016. Certaines sources suggèrent même que la faille pourrait s'être rompue dix ans auparavant, la séparation finale ayant été préparée par la création de tout un réseau de fissures multiples qui ont fini par se rejoindre le 12 juillet 2017.
- En novembre 2017, les images satellites montraient que A-68 dérivait lentement vers le nord, avec un écart de plus en plus grand avec le plateau principal. L'espace mesurait alors environ cinq kilomètres de large et contenait une fine couche de glace flottante et un amas de plus de 11 icebergs plus petits, l'un d'eux étant beaucoup plus grand que les autres.La faille sur Larsen C à l'origine de A-68.

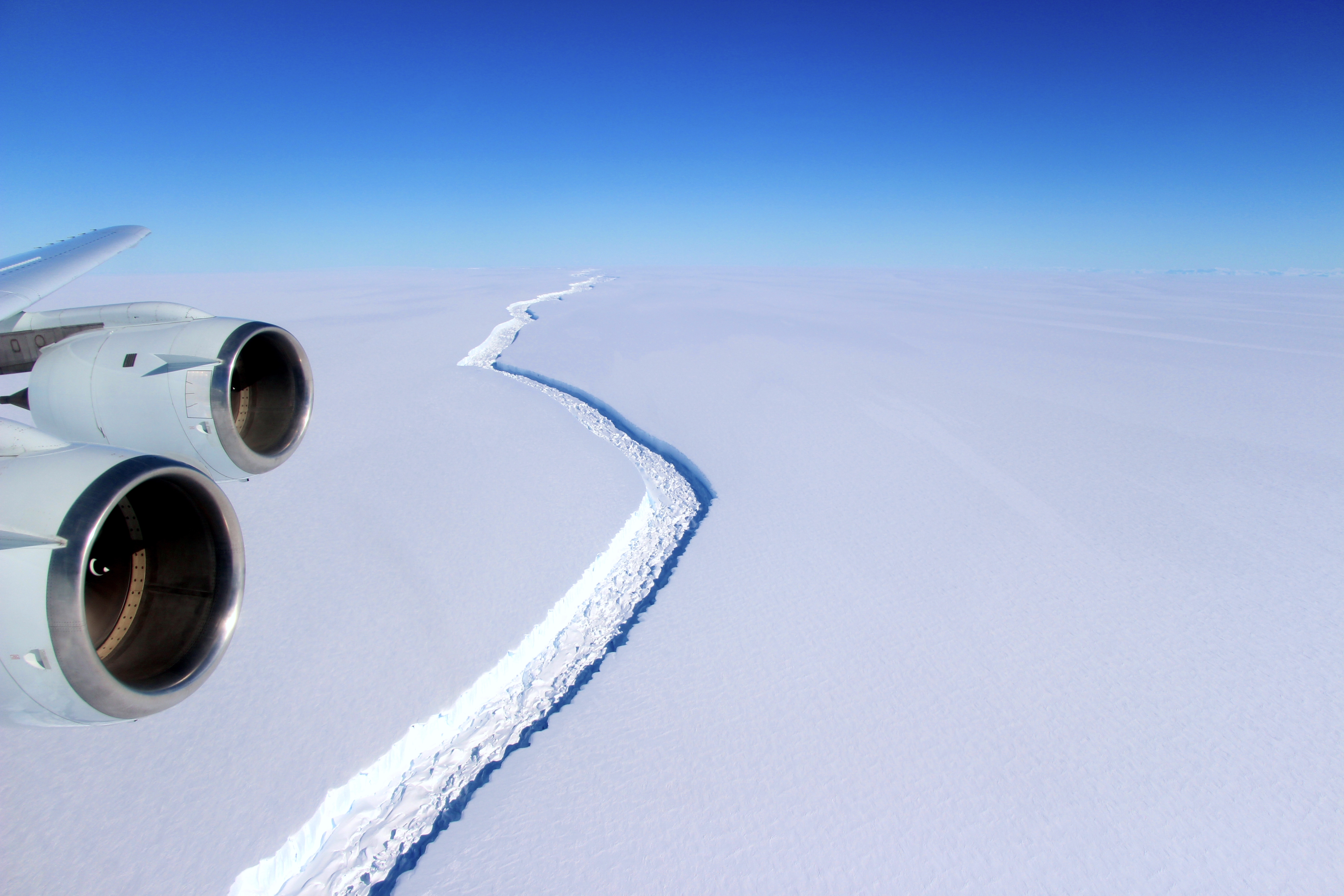
La faille sur Larsen C à l'origine de A-68.

- En 2018 ou 2019, un gros morceau d'A-68 (près de 14 × 8 km) s'est rompu et a été surnommé A-68B, la "mère" iceberg étant maintenant nommée A-68A[7] a continué de dériver vers le nord[8].
- Le 6 février 2020, l'A-68A a commencé à se déplacer en eau libre.
- Le 23 avril 2020, un 2e morceau d'environ 175 km2 nommé A-68C[9] s'est libéré de l'iceberg principal.
- Puis, en juillet 2020, son 3e "fils" s'est détaché de A-68A, trop "petit" pour être référencé par le NIC.
- Les images satellites de l'ESA et du programme Copernicus de l'UE montrent qu'à mesure que l'iceberg se déplace, il rétrécit et se fragmente progressivement, formant ainsi davantage d'icebergs[10].
- Le 4 novembre 2020, il a été signalé que l'A-68A - qui mesurait alors encore environ 148 × 47 km[11] - approchait de l'île de Géorgie du Sud, après avoir parcouru environ 2 300 km et était très susceptible de s'échouer sur le plateau continental moins profond près de l'île[12].
- La dernière acquisition de la mission Copernicus Sentinel-1, capturée le 9 décembre, montre que l’extrémité est de l'iceberg se trouve désormais à seulement 120 km de la Géorgie du Sud[13].
- Le 18 décembre, il a été annoncé que A-68A  a perdu la veille aux environs de 55° 05′ S, 37° 23′ O un morceau d'environ 155 km2 (18 × 9 km) référencé A-68D vraisemblablement en se frottant au plateau continental de l'île[14]. Par ailleurs il poursuit sa rotation sur lui-même à environ 65 km de la côte sud de la Géorgie du Sud. Il se déplace désormais vers l'est, mais compte-tenu des courants existants les spécialistes estimaient à cette date qu'il allait entamer une boucle d'abord vers le sud, puis de nouveau vers le nord en contournant l'île britannique[15].
- Le 22 décembre 2020, dans sa route vers le sud-est, qui l'éloigne de la Géorgie du Sud, l'iceberg s'est encore fragmenté créant des icebergs encore imposants; A68-E (61 × 15 km) aux environs de 56° 45′ S, 36° 34′ Oet A68-F (26 × 13 km) vers 56° 32′ S, 36° 51′ O[16]. Ces deux "fils" sont bien plus mince que leur "mère" avec des quilles situés 50 m plus bas au-dessus des flots.
- En février 2021, le U.S. National Ice Center, avait reconnu des "fils" jusqu'à A68-P[17], soit 16 fragments et de multiples autres plus petits. A68-A est toujours le morceaux le plus imposant, mais il mesure désormais moins de 800 km2[18] et sa désintégration s'accélère. Le navire de recherche RRS James Cook a lancé pour le British Antarctic Survey une campagne de mesure autour de ces "fragments" à l'aide de drônes sous-marins pilotés depuis le Royaume-Uni.
- En janvier 2022, les missions satellitaires CryoSat et ICESat-2 ont permis de calculer la quantité d'eau douce libérée à mesure que l'iceberg fondait[19]. Cette eau douce relâchée dans les eaux salées des océans à proximité de l'île a été estimée à 152 milliards de tonnes, soit un cube de plus de 5,3 km de côté. Cette quantité d'eau douce ajoutée non négligeable pourrait perturber de plusieurs manières l'habitat marin aux alentours de la Géorgie du Sud en libérant des nutriments qui favorisant la production biologique, mais qui influencerait aussi la circulation océanique. Les eaux au large de l'île restent donc en observation pour savoir si cette décharge d'eau douce aura des conséquences positives ou négatives.

## Les risques induits

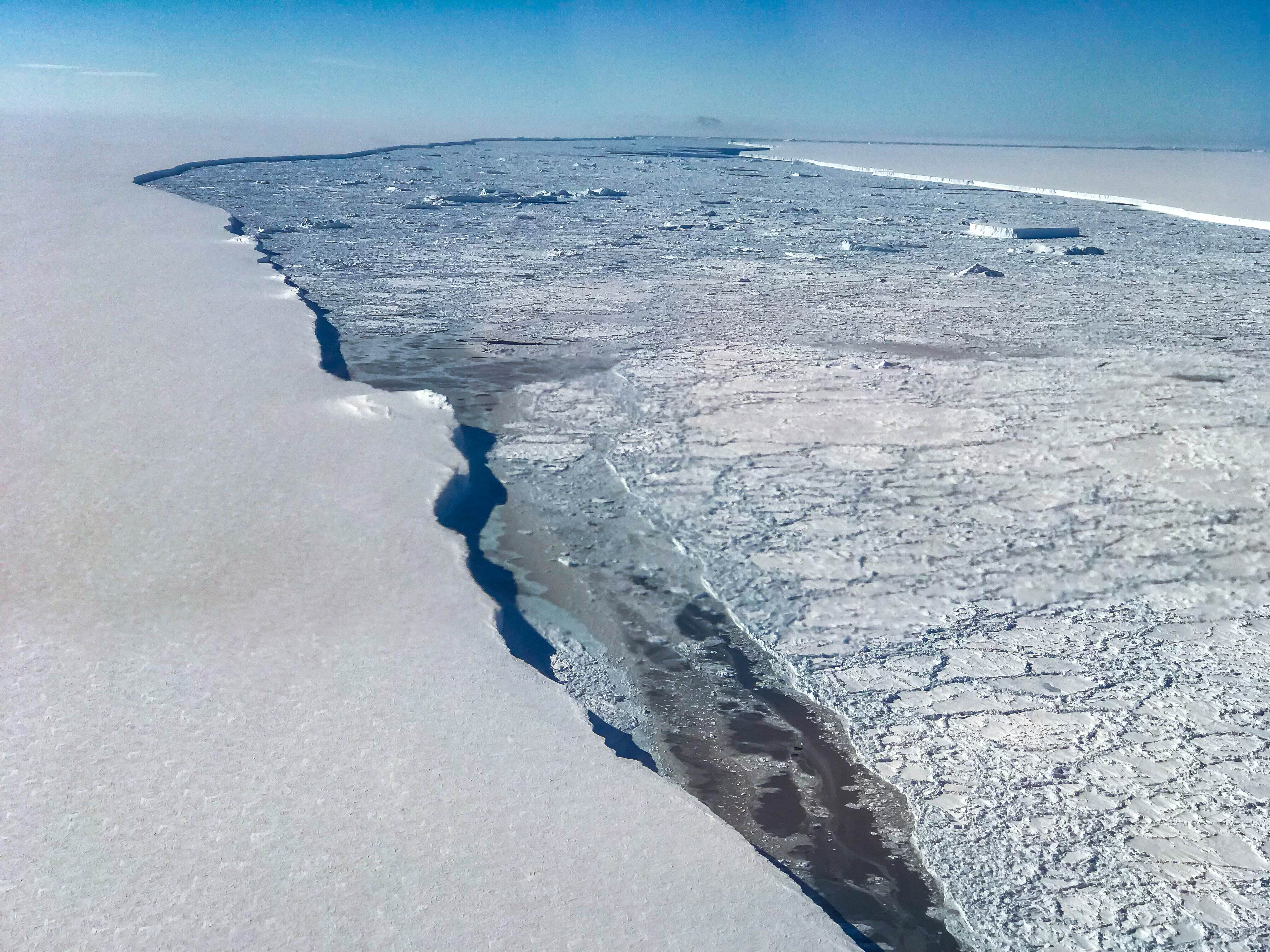
À gauche, le bord de la plateforme de glace Larsen C et à droite le bord ouest de l'iceberg A68 qui s'éloigne. Photo prise le 31 octobre 2017.

En décembre 2020, alors qu'A68A s'approchait de la Géorgie du Sud, les scientifiques estimaient que s'il percutait l'île et y restait un certain temps, cela poserait une grave menace pour la faune locale, en particulier les manchots royaux (400 000 couples), les manchots papous (plus de 100 000 couples), les manchots à jugulaires (6 000 couples), les otaries de Kerguelen (95 % de la population mondiale) et les éléphants de mer (la moitié de ces 600 000 pinnipèdes du monde) qui vivent en permanence ou temporairement, principalement au sud de l'île.   
Tous ces animaux marins pourraient alors être contraints à de plus longs trajets pour trouver leur nourriture, mais l'iceberg pourrait également bouleverser l'écosystème des fonds marins.  
Un porte-parole du British Antarctic Survey a déclaré que l'iceberg pourrait ainsi rester bloqué pendant un certain nombre d'années, entraînant des perturbations pour la faune et l'industrie de la pêche locale.
Le risque est grand car les données historiques montrent que de nombreux icebergs qui se détachent de la péninsule Antarctique atteignent la Géorgie du Sud et les îles Sandwich du Sud.
Les scientifiques, qui sont toujours divisés sur le sujet de savoir si le vêlage de A-68 est le résultat du changement climatique ou simplement un événement naturel, étudient par ailleurs ses conséquences possibles sur la barrière de glace de Larsen C :
- la possibilité d'un effondrement de ce qui subsiste de Larsen C à la suite de la scission d'avec A-68,
- ou l'éventualité que la glace venant des glaciers de la côte s'écoule désormais plus librement dans la mer, maintenant que le « bouchon » constitué par A-68 a sauté.

Dans les deux cas les scientifiques craignent une contribution importante à la montée du niveau de la mer.
Des efforts sont en cours pour identifier toute tendance à la réduction de la taille de la plateforme de glace en Antarctique, en particulier celles de l'Antarctique oriental. Une expédition britannique sur un Royal Research Ship avait l'intention d'échantillonner la vie marine à la ligne de clivage de A-68 en mars 2018, mais a dû faire demi-tour en raison de l'épaisse glace de mer.
Les chercheurs ont déterminé que A-68A qui mesurait à l'origine en moyenne 232 m d'épaisseur, avec un pic à 285 m, a depuis perdu entre 32 m et plus de 50 m par endroits, soit près d'un quart de son épaisseur initiale. Mais il a surtout perdu 64 % de son volume, passant de 1 467 à 523 km3 (5 660 à 2 600 km2). Fin 2020, l'iceberg rejetait ainsi dans l'océan 767 m3 d'eau douce par seconde, soit 12 fois le débit de la Tamise.

## Galerie

Images et animations de la progression de A-68.
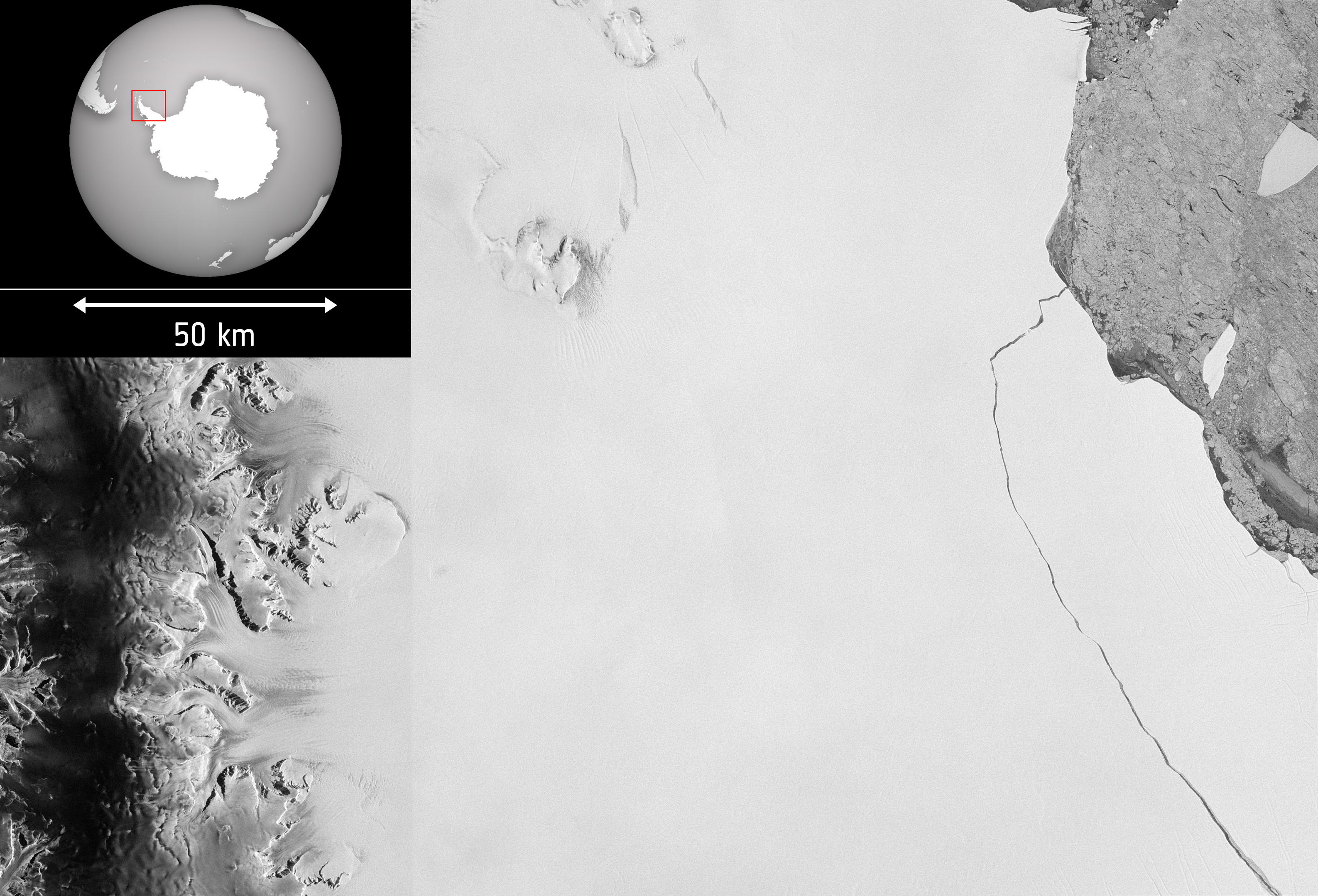
Le vêlage de A-68 - Image radar de Sentinel-1B prise le 12 juillet 2017.
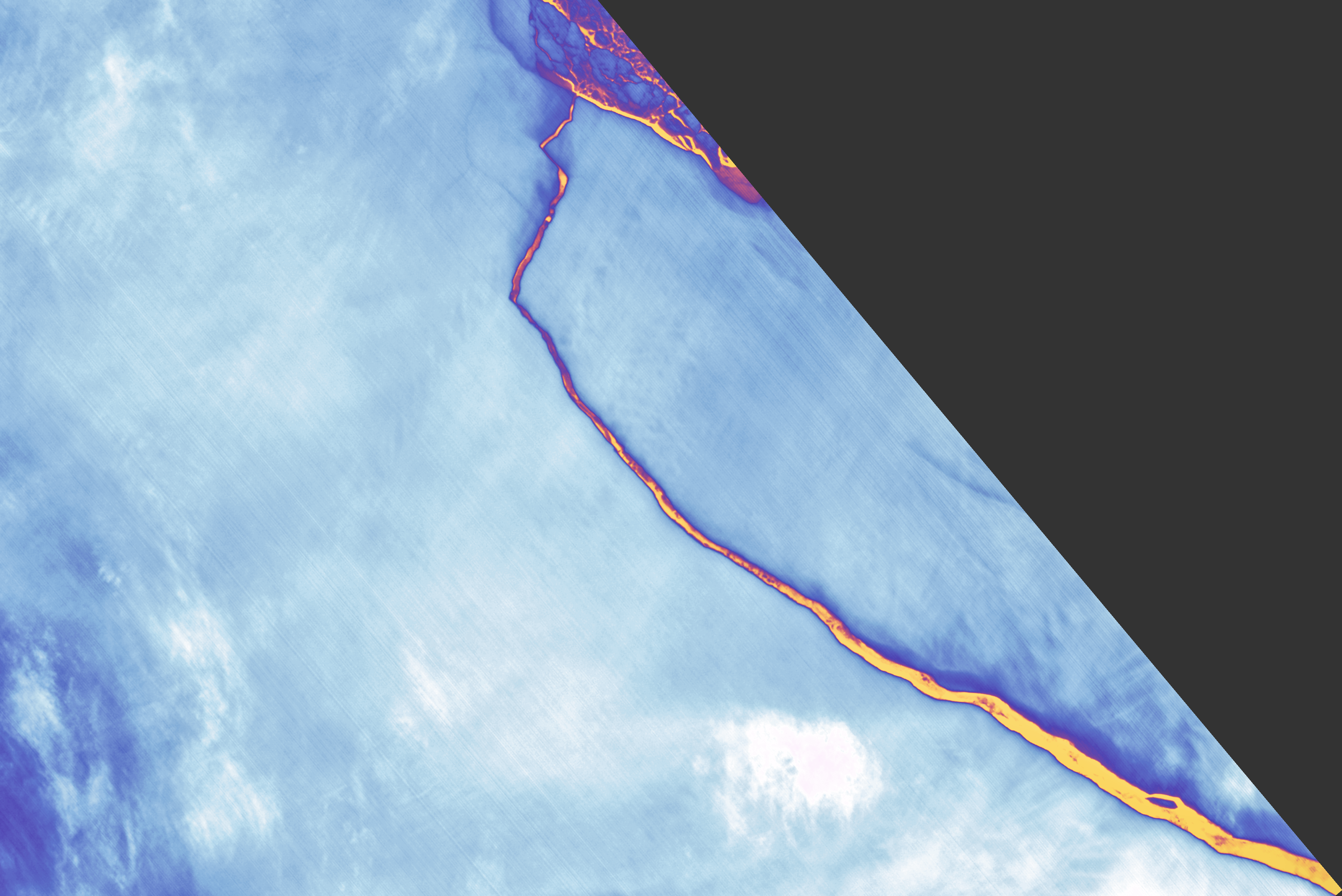
A-68 le 12 juillet 2017 - Image en infrarouge.
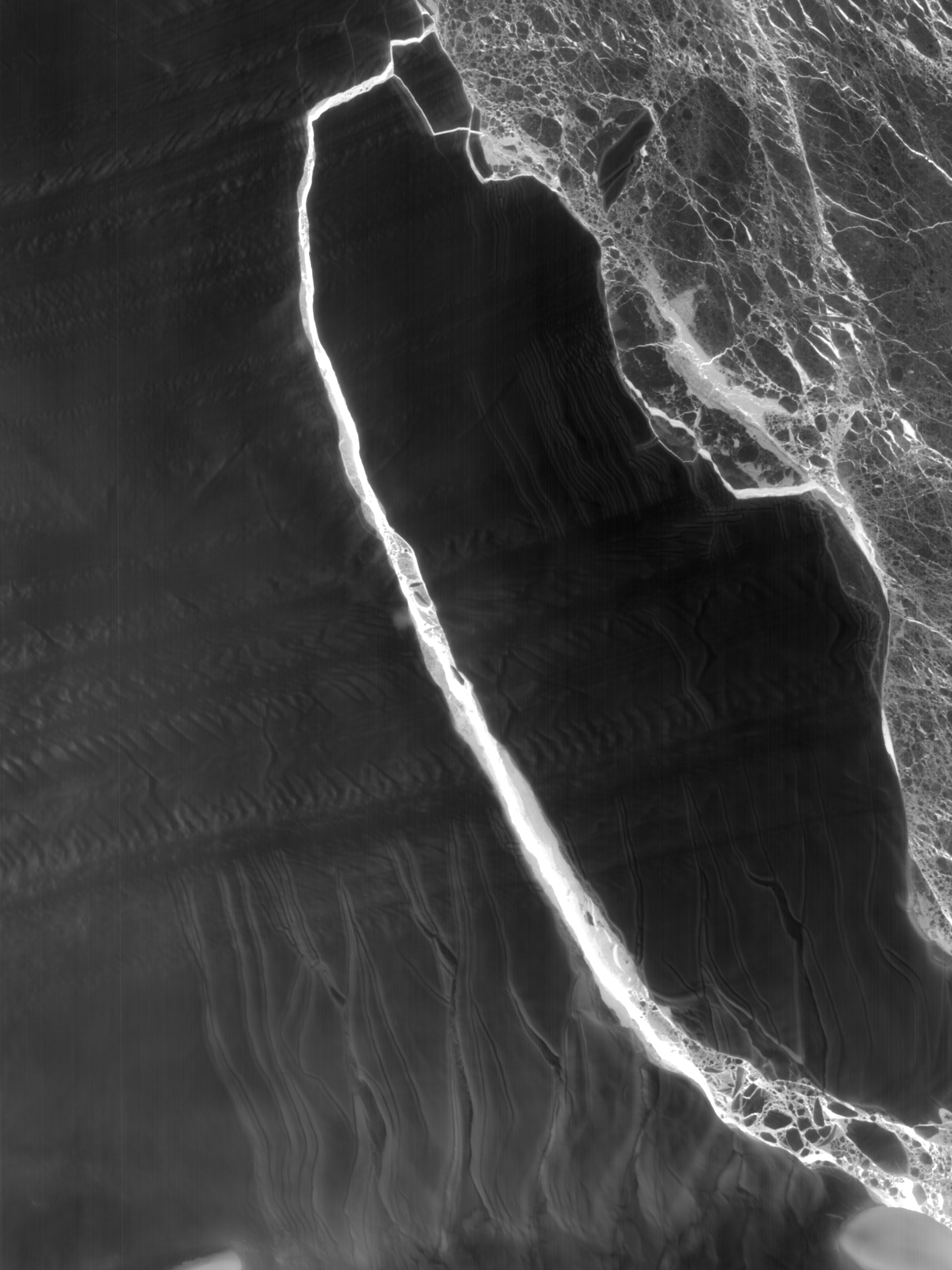
Image du satellite Landsat 8 du 21 juillet 2017.
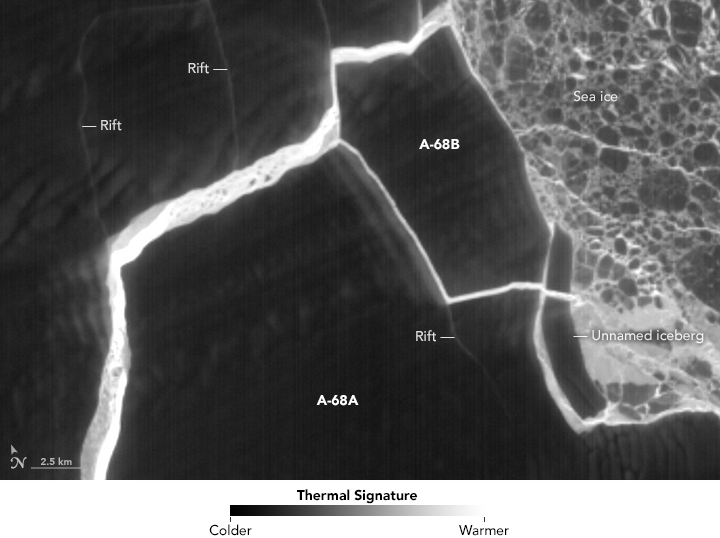
Détail de A-68 le 20 Juillet 2017.
Fragmentation de A-68D en novembre 2017.
Déplacement de A-68 en 2018.
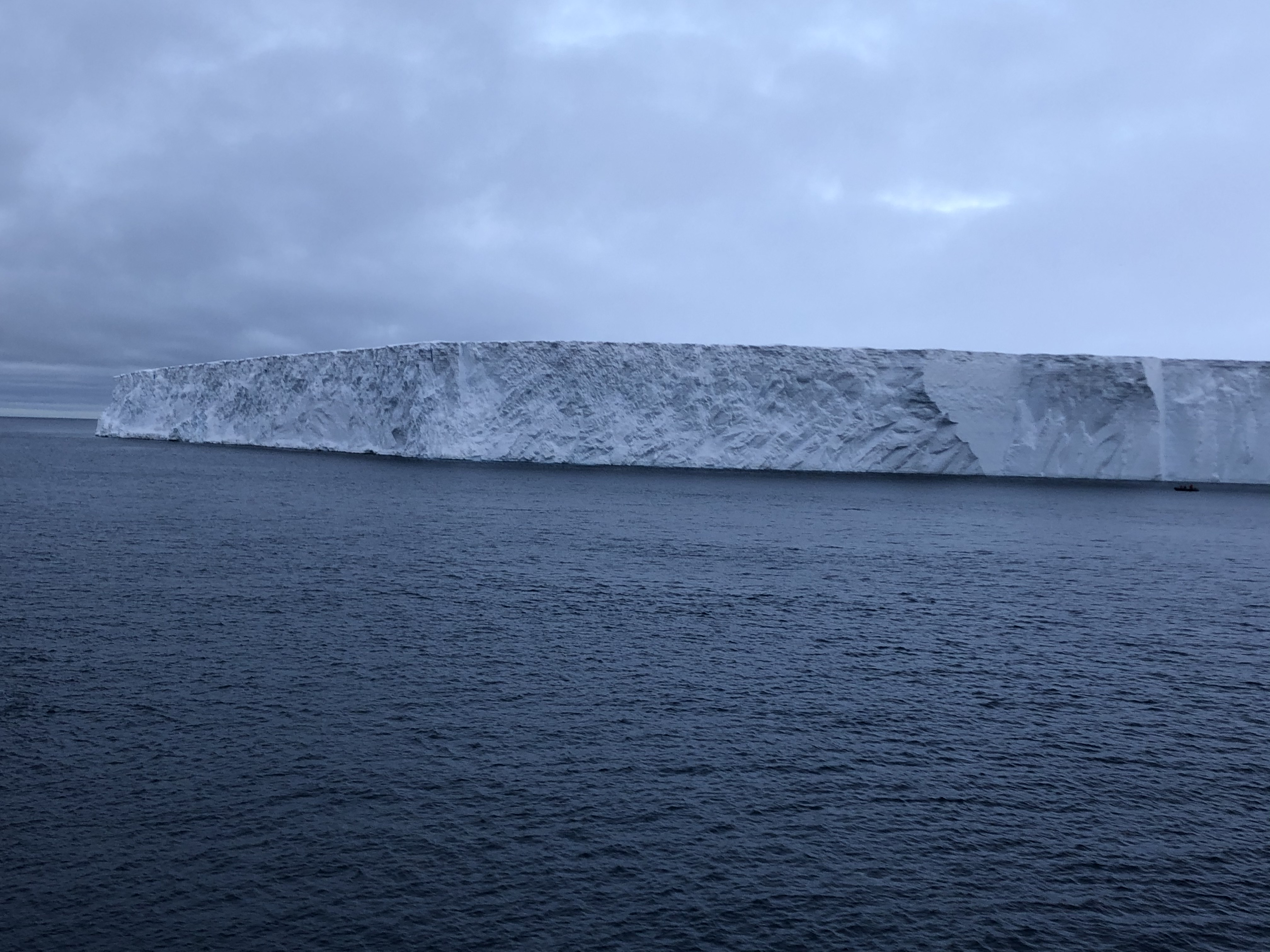
Vue de A-68 en 9 Décembre 2019.
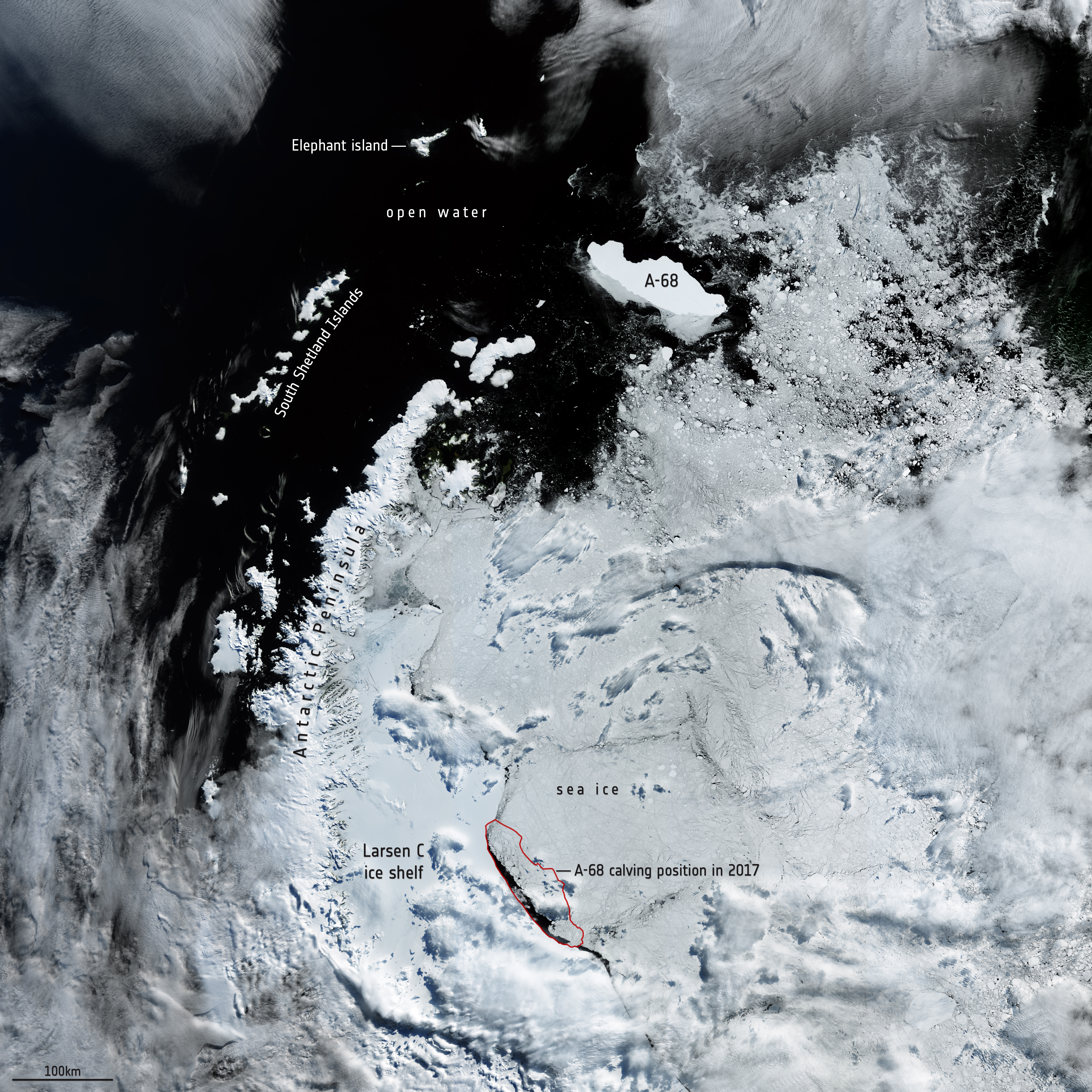
Localisation de A-68A le 9 février 2020.
A-68A en eau libre près des Îles Orcades du Sud le 5 juillet 2020.